# سیارک ۱۰۵۴۵
سیارک ۱۰۵۴۵ (به انگلیسی: 10545 Kallunge، نامگذاری:1992EQ9) ده هزار و پانصد و چهل و پنجمین سیارک کشف شده‌است که در ۲ مارس ۱۹۹۲ کشف شد.
قدر مطلق سیارک برابر ۱۷.۸ است.